# 3,6-Dimethyl-4-octin-3,6-diol
3,6-Dimethyl-4-octin-3,6-diol ist eine chemische Verbindung aus der Gruppe der Diole mit einer zusätzlichen C≡C-Dreifachbindung. Wenn nicht näher bezeichnet, handelt es sich genauer um ein Gemisch von drei stereoisomeren Stoffen:
- (3R,6R)-3,6-Dimethyl-4-octin-3,6-diol,
- (3S,6S)-3,6-Dimethyl-4-octin-3,6-diol und
- meso-3,6-Dimethyl-4-octin-3,6-diol.

## Gewinnung und Darstellung
3,6-Dimethyl-4-octin-3,6-diol kann durch Reaktion von 3-Methyl-1-pentin-3-ol und 2-Butanon in flüssigem Ammoniak und in Gegenwart von Kaliumhydroxid gewonnen werden.

## Eigenschaften
3,6-Dimethyl-4-octin-3,6-diol ist ein weißer Feststoff, der löslich in Wasser ist.

## Verwendung
3,6-Dimethyl-4-octin-3,6-diol wird als Surfactant verwendet.